# Handball-FDGB-Pokal 1975/76
Der Handball-FDGB-Pokal der Herren wurde mit der Saison 1975/76 zum 6. Mal ausgetragen und fand zum letzten Mal ohne Mannschaften aus der Handball-Oberliga statt. Beim Endrunden-Turnier in Halle-Neustadt verteidigte die Zweitvertretung vom ASK Vorwärts Frankfurt/O. erfolgreich den Titel. Dafür benötigten sie jedoch im letzten Turnierspiel einen Sieg mit einer 14-Tore-Differenz, um ihren Triumph aus dem Vorjahr zu wiederholen. Nach einem 33:16-Erfolg gegen NARVA Berlin konnte die Heimmannschaft von Einheit Halle-Neustadt noch vom ersten Platz verdrängt werden.

## Teilnehmende Mannschaften
Für den FDGB-Pokal hatten sich folgende 15 Mannschaften qualifiziert, die in der Saison 1975/76 unterhalb der DDR-Oberliga angesiedelt waren.
| Bezirkspokalvertreter Die 15 Bezirksteilnehmer setzten sich aus neun Vereinen der DDR-Liga und sechs Vereinen der Bezirksliga zusammen. | | |
| - Bezirk Rostock BSG Motor Stralsund Bezirksliga - Bezirk Schwerin BSG Post Schwerin II DDR-Liga - Bezirk Neubrandenburg BSG Einheit Demmin Bezirksliga - Bezirk Potsdam HSG PH Potsdam DDR-Liga - Ost-Berlin BSG NARVA Berlin Bezirksliga | - Bezirk Frankfurt (Oder) ASK Vorwärts Frankfurt/O. II (TV) DDR-Liga - Bezirk Magdeburg TSG Calbe DDR-Liga - Bezirk Halle BSG Einheit Halle-Neustadt DDR-Liga - Bezirk Leipzig SC Leipzig II DDR-Liga - Bezirk Cottbus BSG Chemie “W.-P.-St.” Guben DDR-Liga (TV) – Titelverteidiger | - Bezirk Dresden ASG Offiziershochschule Löbau Bezirksliga - Bezirk Karl-Marx-Stadt BSG Grubenlampe Zwickau DDR-Liga - Bezirk Erfurt BSG Obertrikotagen Apolda Bezirksliga - Bezirk Gera ASG Vorwärts Rudolstadt DDR-Liga - Bezirk Suhl BSG Aufbau Wernshausen Bezirksliga |

## Modus
Die Bezirkspokalvertreter ermittelten in einer Vorrunde in fünf Gruppen zu je drei Mannschaften die Teilnehmer für das Endrunden-Turnier. In diesem spielten die fünf Erstplatzierten der Vorrunde im Modus Jeder-gegen-jeden den Pokalsieger aus.

## Vorrunde

### Gruppe I
Die Gruppe I ermittelte ihren Endrundenteilnehmer am Samstag, den 11. September 1976 ab 9.00 Uhr in Neubrandenburger Stadthalle.

Ergebnisse
| Datum     |                     | Ergebnis |                     |
| --------- | ------------------- | -------- | ------------------- |
| Sa 11.09. | BSG NARVA Berlin    | 21:18    | BSG Einheit Demmin  |
| Sa 11.09. | BSG NARVA Berlin    | 17:16    | BSG Motor Stralsund |
| Sa 11.09. | BSG Motor Stralsund | 23:07    | BSG Einheit Demmin  |

Abschlusstabelle
| Pl. | Verein              | Sp. | S | U | N | Tore    | Diff. | Punkte |
| --- | ------------------- | --- | - | - | - | ------- | ----- | ------ |
| 1.  | BSG NARVA Berlin    | 2   | 2 | 0 | 0 | 038:340 | +4    | 04:0   |
| 2.  | BSG Motor Stralsund | 2   | 1 | 0 | 1 | 039:240 | +15   | 02:20  |
| 3.  | BSG Einheit Demmin  | 2   | 0 | 0 | 2 | 025:440 | −19   | 0:40   |

 Qualifikant für das Endrunden-Turnier

### Gruppe II
Die Gruppe II ermittelte ihren Endrundenteilnehmer am Samstag, den 11. September 1976 ab 12.00 Uhr in der Ernst-Kamieth-Sporthalle von Frankfurt (Oder).

Ergebnisse
| Datum     |                               | Ergebnis |                               |
| --------- | ----------------------------- | -------- | ----------------------------- |
| Sa 11.09. | ASK Vorwärts Frankfurt/O. II  | 28:12    | ASG Offiziershochschule Löbau |
| Sa 11.09. | ASK Vorwärts Frankfurt/O. II  | 32:10    | BSG Chemie “W.-P.-St.” Guben  |
| Sa 11.09. | ASG Offiziershochschule Löbau | 23:20    | BSG Chemie “W.-P.-St.” Guben  |

Abschlusstabelle
| Pl. | Verein                        | Sp. | S | U | N | Tore    | Diff. | Punkte |
| --- | ----------------------------- | --- | - | - | - | ------- | ----- | ------ |
| 1.  | ASK Vorwärts Frankfurt/O. II  | 2   | 2 | 0 | 0 | 060:220 | +38   | 04:0   |
| 2.  | ASG Offiziershochschule Löbau | 2   | 1 | 0 | 1 | 035:480 | −13   | 02:20  |
| 3.  | BSG Chemie “W.-P.-St.” Guben  | 2   | 0 | 0 | 2 | 030:550 | −25   | 0:40   |

 Qualifikant für das Endrunden-Turnier

### Gruppe III
Die Gruppe III ermittelte ihren Endrundenteilnehmer am Samstag, den 11. September 1976 ab 10.00 Uhr in der Sporthalle „Zuckerfabrik“ von Calbe.

Ergebnisse
| Datum     |                | Ergebnis |                      |
| --------- | -------------- | -------- | -------------------- |
| Sa 11.09. | HSG PH Potsdam | 23:21    | BSG Post Schwerin II |
| Sa 11.09. | HSG PH Potsdam | 18:13    | TSG Calbe            |
| Sa 11.09. | TSG Calbe      | 16:14    | BSG Post Schwerin II |

Abschlusstabelle
| Pl. | Verein               | Sp. | S | U | N | Tore    | Diff. | Punkte |
| --- | -------------------- | --- | - | - | - | ------- | ----- | ------ |
| 1.  | HSG PH Potsdam       | 2   | 2 | 0 | 0 | 041:340 | +7    | 04:0   |
| 2.  | TSG Calbe            | 2   | 1 | 0 | 1 | 029:320 | −3    | 02:20  |
| 3.  | BSG Post Schwerin II | 2   | 0 | 0 | 2 | 035:390 | −4    | 0:40   |

 Qualifikant für das Endrunden-Turnier

### Gruppe IV
Die Gruppe IV ermittelte ihren Endrundenteilnehmer am Samstag, den 11. September 1976 ab 11.00 Uhr in Altenburg.

Ergebnisse
| Datum     |                         | Ergebnis |                           |
| --------- | ----------------------- | -------- | ------------------------- |
| Sa 11.09. | SC Leipzig II           | 18:15    | ASG Vorwärts Rudolstadt   |
| Sa 11.09. | SC Leipzig II           | 22:17    | BSG Obertrikotagen Apolda |
| Sa 11.09. | ASG Vorwärts Rudolstadt | 18:13    | BSG Obertrikotagen Apolda |

Abschlusstabelle
| Pl. | Verein                    | Sp. | S | U | N | Tore    | Diff. | Punkte |
| --- | ------------------------- | --- | - | - | - | ------- | ----- | ------ |
| 1.  | SC Leipzig II             | 2   | 2 | 0 | 0 | 040:320 | +8    | 04:0   |
| 2.  | ASG Vorwärts Rudolstadt   | 2   | 1 | 0 | 1 | 033:310 | +2    | 02:20  |
| 3.  | BSG Obertrikotagen Apolda | 2   | 0 | 0 | 2 | 030:400 | −10   | 0:40   |

 Qualifikant für das Endrunden-Turnier

### Gruppe V
Die Gruppe V ermittelte ihren Endrundenteilnehmer am Samstag, den 11. September 1976 ab 11.00 Uhr in der Stadthalle der Lutherstadt Wittenberg.

Ergebnisse
| Datum     |                            | Ergebnis |                         |
| --------- | -------------------------- | -------- | ----------------------- |
| Sa 11.09. | BSG Einheit Halle-Neustadt | 27:09    | BSG Aufbau Wernshausen  |
| Sa 11.09. | BSG Einheit Halle-Neustadt | 21:16    | BSG Grubenlampe Zwickau |
| Sa 11.09. | BSG Grubenlampe Zwickau    | 26:15    | BSG Aufbau Wernshausen  |

Abschlusstabelle
| Pl. | Verein                     | Sp. | S | U | N | Tore    | Diff. | Punkte |
| --- | -------------------------- | --- | - | - | - | ------- | ----- | ------ |
| 1.  | BSG Einheit Halle-Neustadt | 2   | 2 | 0 | 0 | 048:250 | +23   | 04:0   |
| 2.  | BSG Grubenlampe Zwickau    | 2   | 1 | 0 | 1 | 042:360 | +6    | 02:20  |
| 3.  | BSG Aufbau Wernshausen     | 2   | 0 | 0 | 2 | 024:530 | −29   | 0:40   |

 Qualifikant für das Endrunden-Turnier

## Endrunde
Die Endrunde fand vom 25. bis 26. September 1976 in der Sporthalle im Bildungszentrum von Halle-Neustadt statt.

### Spiele
| Datum     |                              | Ergebnis |                              |
| --------- | ---------------------------- | -------- | ---------------------------- |
| Sa 25.09. | BSG Einheit Halle-Neustadt   | 12:13    | ASK Vorwärts Frankfurt/O. II |
| Sa 25.09. | SC Leipzig II                | 16:16    | BSG NARVA Berlin             |
| Sa 25.09. | HSG PH Potsdam               | 08:18    | BSG Einheit Halle-Neustadt   |
| Sa 25.09. | ASK Vorwärts Frankfurt/O. II | 12:15    | SC Leipzig II                |
| Sa 25.09. | BSG NARVA Berlin             | 08:14    | HSG PH Potsdam               |
| So 26.09. | BSG Einheit Halle-Neustadt   | 13:12    | SC Leipzig II                |
| So 26.09. | HSG PH Potsdam               | 13:18    | ASK Vorwärts Frankfurt/O. II |
| So 26.09. | BSG NARVA Berlin             | 13:19    | BSG Einheit Halle-Neustadt   |
| So 26.09. | SC Leipzig II                | 21:15    | HSG PH Potsdam               |
| So 26.09. | ASK Vorwärts Frankfurt/O. II | 33:16    | BSG NARVA Berlin             |

### Abschlusstabelle
| Pl. | Verein                       | Sp. | S | U | N | Tore    | Diff. | Punkte |
| --- | ---------------------------- | --- | - | - | - | ------- | ----- | ------ |
| 1.  | ASK Vorwärts Frankfurt/O. II | 4   | 3 | 0 | 1 | 076:560 | +20   | 06:20  |
| 2.  | BSG Einheit Halle-Neustadt   | 4   | 3 | 0 | 1 | 062:460 | +16   | 06:20  |
| 3.  | SC Leipzig II                | 4   | 2 | 1 | 1 | 064:560 | +8    | 05:30  |
| 4.  | HSG PH Potsdam               | 4   | 1 | 0 | 3 | 050:650 | −15   | 02:60  |
| 5.  | BSG NARVA Berlin             | 4   | 0 | 1 | 3 | 053:820 | −29   | 01:70  |

Platzierungskriterien: 1. Punkte – 2. Tordifferenz – 3. geschossene Tore

 FDGB-Pokalsieger